# Imaginaerum (filme)
Imaginaerum (também promovido como Imaginaerum by Nightwish) é um filme fino-canadense de fantasia musical lançado em 2012 e dirigido e coescrito por Stobe Harju. O filme contém música da banda finlandesa de metal sinfônico Nightwish, e foi baseado em seu álbum conceitual de mesmo nome. O tecladista e compositor Tuomas Holopainen também coescreveu o filme.
O longa recebeu uma subvenção da Fundação Finlandesa de Filmes (uma instituição do governo finlandês) de US$575,000 em seu orçamento geral de cerca de 4 milhões de dólares. O título original do filme era Imaginarium, mas foi posteriormente alterado a fim de evitar confusões com nomes semelhantes. A estreia na Finlândia ocorreu em 23 de novembro de 2012, porém o filme já havia sido exibido para fãs do Nightwish que atenderam ao concerto da banda na capital Helsinque semanas antes.

## Enredo
Thomas Whitman é um ex-músico de 75 anos que entrou em coma após anos sofrendo de multidemência vascular. Enquanto ele luta por sua vida, sua filha distante Gem pondera sobre a assinatura de uma ordem de não ressuscitar. Nesse embate, a mente de Thomas entra em um mundo de fantasia, no qual onde ele revive como um garoto órfão de dez anos de idade. Depois de conhecer uma garota chamada Ann no orfanato e adquirir um globo de neve contendo uma estatueta dançante intitulada "Arabesque", o jovem Thomas faz amizade com um boneco de neve conhecido como Mr. White, que o leva para voar no céu. Entretanto, enquanto ele perseguia o avião de seu pai Theodore, Thomas perde o equilíbrio e cai em um mundo surreal delimitado por uma pista de diversas montanhas-russas quebradas, que representam sua mente e suas memórias. Assim que elas começam a desmoronar, um mecânico e simbólico doutor de Thomas do mundo real, reclama sobre o quão inútil é tentar consertar a pista. O médico então olha para a jovem Gem e a aconselha que eles devem apenas deixar aquilo desmoronar; isto coincide com Gem concordando com a ordem de não ressuscitar de seu pai no mundo real. Thomas então se encontra com a versão jovem de Gem e uma Ann de 72 anos, que o alerta sobre Mr. White. Ele corre para uma "casa de bonecas", onde se vê juntamente com Ann na casa dos 30 anos idade, como membros da banda Whitman. A idosa Ann mais uma vez aparece na frente dele, avisando-o que o boneco de neve é malígno e responsável pela perda de suas memórias.
Sucessivamente, o jovem Thomas viaja para outras partes de seu passado e testemunha simultâneos eventos tanto de seu pai quando de seu eu mais velho lamentando a morte de suas esposas. De repente, Theodore puxa uma arma e atira-se na cabeça enquanto o Thomas mais velho estoura o globo Arabesque contra a parede, resultando no distanciamento entre ele e sua filha. Logo então, ele persegue Gem em todo o mundo dos sonhos, já que ambos ainda vivem nos dias atuais.
De volta ao mundo real, Gem chega na casa de Thomas, onde ela encontra Ann. É revelado que quando Thomas e Ann fizeram uma turnê com sua banda, Whitman, a esposa de Thomas morreu em um acidente de carro enquanto Gem ainda era uma criança. Dessa forma, pelo fato de Thomas não estar tão presente durante a sua infância, ela cresceu guardando mágoas dele. Ann relata que Thomas estava com ela quando ela teve uma overdose, o que aquilo havia o lembrado muito do suicídio de seu pai. Posteriormente, Ann abre um cofre apenas para encontrar folhas de papel contendo escritas incompreensíveis. Ann então faz Gem perceber que no passado Thomas cresceu tão amargo quanto seu próprio pai, devido a seus passados semelhantes. Como resultado, ele se afastou de sua filha a fim de não machucá-la como seu pai o fez. Gem percebe que as notas são todas as memórias de Thomas quando ele descobriu sobre sua demência e que se ele importava com ela no fim das contas. Ela passa a noite montando as folhas em conjunto no chão, e quando a casa experimenta uma falha de energia, Ann leva Gem para o hospital.
Enquanto isso, em seu mundo real, Thomas redescobre suas memórias com Gem e está determinado a guardá-las. Ele confronta Mr. White, que se revela como a manifestação de Theodore. Durante o subsequente passeio de montanha-russa, Thomas solta a mão de seu pai. Finalmente, ele se esvazia das últimas memórias de seu pai Theodore, e absorve aquelas de Gem. Ele chega ao final da montanha-russa e desperta de seu coma com Gem e Ann ao seu lado. Com seu último suspiro, Thomas reconcilia com sua filha antes de falecer.
Gem retorna para a casa de seu pai e toca o piano dele. Quando ela percebe que uma tecla não está tocando corretamente, ela abre a tampa e descobre uma placa de identificação de latão alojada entre as cordas, removendo-a e colocando-a sobre o globo de neve consertado. A placa de identificação lê "G Em", revelando o nome de Gem ser as teclas Sol maior e Mi menor (em inglês G e Em, respectivamente). Thomas menciona ao longo do filme que os dois acordes são a chave para suas memórias e que tudo o que ele deseja é ouvi-las uma ultíma vez. Ele disse a ela que quando os acordes são tocados corretamente, o Arabesque no globo irá girar. Após Gem perceber que Thomas realmente a amava, ela toca o acorde e o Arabesque gira, simbolizando a reconciliação entre pai e filha.

## Elenco
- Marianne Farley como Gem Whitman, aos 35
- Quinn Lord como Thomas Whitman, aos 10
- Francis X. McCarthy como Thomas Whitman, aos 75
- Ilkka Villi como Theodore Whitman / O Homem de Neve
- Joanna Noyes como Ann, aos 73
- Keyanna Fielding como Gem Whitman, aos 7
- Stephane Demers como Soldadinho de Chumbo Retorcido
- Ron Lea como Dr. Jansson
- Hélène Robitaille como Arabesque
- Victoria Anne Jung como Ann, aos 8
- Elias Toufexis como a voz de Mr. White
- Madison McAleer como Orphan Girl
- Glenda Braganza como Enfermeira de Tom

Membros do Nightwish
- Tuomas Holopainen como Thomas Whitman, aos 34 e 47
- Anette Olzon como Ann, aos 32
- Marco Hietala como Marcus, aos 35
- Emppu Vuorinen como Emil, aos 32
- Jukka Nevalainen como Jack, aos 34
- Troy Donockley como O Mágico / Assistente de Gem

## Trilha sonora
A trilha sonora do filme foi oficialmente lançada em 9 de novembro de 2012 em formato digital e em CD. As faixas do álbum são reinterpretações de Petri Alanko de canções previamente lançadas no álbum do Nightwish, Imaginaerum. As canções "Slow, Love, Slow", "Scaretale" e uma versão instrumental de "I Want My Tears Back" de Imaginaerum também são incluídas no filme.

### Faixas
| N.º | Título                  | Compositor(es)    | Duração |  |
| 1.  | "Find Your Story"       | Tuomas Holopainen | 2:30    |  |
| 2.  | "Orphanage Airlines"    | Holopainen        | 4:34    |  |
| 3.  | "Undertow"              | Holopainen        | 5:17    |  |
| 4.  | "Spying in the Doorway" | Holopainen        | 3:03    |  |
| 5.  | "A Crackling Sphere"    | Holopainen        | 3:59    |  |
| 6.  | "Sundown"               | Holopainen        | 5:33    |  |
| 7.  | "Wonderfields"          | Holopainen        | 5:31    |  |
| 8.  | "Hey Buddy"             | Holopainen        | 3:03    |  |
| 9.  | "Deeper Down"           | Holopainen        | 3:28    |  |
| 10. | "Dare to Enter"         | Holopainen        | 1:50    |  |
| 11. | "I Have to Let You Go"  | Holopainen        | 8:16    |  |
| 12. | "Heart Flying Still"    | Holopainen        | 4:00    |  |
| 13. | "From G to E Minor"     | Holopainen        | 2:32    |  |

### Desempenho nas paradas
| País      | Parada (2012)           | Melhor posição |
| --------- | ----------------------- | -------------- |
| Bélgica   | Ultratop (Flandres)     | 101            |
| Bélgica   | Ultratop (Valônia)      | 131            |
| Finlândia | Suomen virallinen lista | 12             |

## Produção

### Desenvolvimento

Cartaz promocional de Imaginaerum.

No início do outono de 2008, o líder do Nightwish, Tuomas Holopainen, introduziu pela primeira vez a ideia de realizar um filme aos seus colegas de banda e ao diretor Stobe Harju, com quem a banda trabalhou no videoclipe da canção "The Islander" do álbum Dark Passion Play. A ideia original de Tuomas era filmar um videoclipe para cada uma das treze canções do álbum Imaginaerum, mas Harju sugeriu que isso também devesse incluir diálogos. Ambos então começaram a pré-produção de Imaginaerum e Harju escreveu um rascunho inicial de 70 páginas do roteiro, baseado nas ideias de Holopainen. Foi então decidido que ao invés de uma coleção de vídeos musicais individuais, eles deveriam criar um longa-metragem completo com uma história maior. O filme foi desenvolvido simultaneamente com o álbum.
Sobre a história, Tuomas comentou: "Eu queria transmitir uma mensagem positiva e um senso de carpe diem. O filme trata da alegria de estar vivo e a beleza do mundo". Para o visual do filme, ele citou as obras de Tim Burton, Neil Gaiman e Salvador Dalí como inspirações. A respeito do estilo musical do filme, Harju o descreveu como "um cruzamento entre Moulin Rouge! e The Wall do Pink Floyd". O filme também utiliza severamente CGI e outros efeitos especiais.
Os membros do Nightwish também aparecem como eles mesmos tocando algumas canções e em papéis coadjuvantes. Harju queria que o público "sentisse a presença do Nightwish" e designou que o nome de seus personagens relembrassem seus nomes reais como: Anette Olzon interpretando Ann, Tuomas Holopainen interpretando Tom, Marco Hietala interpretando Marcus, Emppu Vuorinen interpretando Emil e Jukka Nevalainen interpretando Jack.
No final de maio de 2011, alterações foram feitas no roteiro e o processo de pós-produção foi iniciado antes das gravações. Uma publicação no website oficial do Nightwish também afirmou que "o filme não seria uma obra infantil em nenhum aspecto, mas uma fantasia sombria e sinistra; um mundo de sonhos que não tem nenhuma surpresa". O personagem animado intitulado O Boneco de Neve, ou originalmente The Snowman, foi descrito como um personagem que "certamente iria ser relembrado por muitos fãs do Nightwish".
O filme foi oficialmente anunciado em 10 de fevereiro de 2011 no website do Nightwish, e a escolha do elenco havia sido completada já em agosto daquele ano, com as gravações ocorrendo entre setembro e outubro de 2011 num total de 18 dias em Montreal, Canadá devido ao incentivo que o país oferece para produções de filmes estrangeiros. Um teaser trailer do filme foi publicado no canal oficial do Nightwish no YouTube, enquanto o trailer completo foi divulgado posteriormente em 16 de outubro.
A estreia oficial de Imaginaerum na Finlândia ocorreu em 23 de novembro de 2012, entretanto, duas semanas antes, em 10 de novembro, o público que compareceu ao show do Nightwish na Hartwall Areena de Helsinque já pôde assistir ao filme após o concerto do grupo.

## Recepção
A Metal Hammer comentou que o filme é "definitivamente um must-see para os fãs do Nightwish" ao dizer que "embora algumas cenas parecem um pouco artificiais, a cinematografia é impressionante e o uso da música do Nightwish é feito com bom gosto, com a trilha sonora complementando o álbum Imaginaerum perfeitamente". O Blabbermouth afirmou que "Imaginaerum cria um mundo de fantasia musical na veia de David Lynch, Neil Gaiman e Cirque du Soleil. O filme é uma mistura inovadora de narração e música, um conto extraordinário de poder da imaginação... e o que é, em última instância, importante na vida". Juha Rosenqvist do Film-O-Holic deu ao filme uma pontuação de 3/5 estrelas, também comentando que o filme foi feito mais para os fãs da banda do que para o público em geral, enquanto disse que o longa é "uma enorme ambição da visualização da mente criada pela paisagem musical do Nightwish". A resenha ainda diz que o protagonista Thomas Whitman é "um certo nível do alter ego de Tuomas Holopainen". Sobre a estreia de Imaginaerum no Fantasia Festival na América do Norte, Ariel Esteban Cayer afirmou que o filme é "uma obrigação para os fãs die-hard do Nightwish obviamente, mas também recomendado para entusiastas de fantasia obscura, musicais sombrios, o macabro e o encantador".

## Lançamento em mídia
Imaginaerum foi lançado em Blu-ray na Alemanha em 31 de maio de 2013, e na Austrália em 22 de outubro de 2014.

## Prêmios e indicações
| Ano  | Prêmio              | Categoria                                          | Vencedor/Indicado | Resultado | Ref.   |
| ---- | ------------------- | -------------------------------------------------- | ----------------- | --------- | ------ |
| 2013 | Young Artist Awards | Melhor Performance em Filme – Ator Jovem Principal | Quinn Lord        | Indicado  | [ 14 ] |